# Unirun
Unirun, plným názvem Universal Program Run, je spouštěč programů pro počítače Sinclair ZX Spectrum a kompatibilní (například Didaktik) s připojenou disketovou jednotkou Didaktik 40 nebo Didaktik 80 a pro počítač Didaktik Kompakt. Jedná se o program program českého původu, autorem je Tomáš Vilím, který jej napsal pod přezdívkou Universum. Program byl šířen jako shareware a objevoval se na disketách s produkty společnosti Proxima - Software v. o. s. až do roku 1993, kdy byl nahrazen programem File Manager.
Program umožňuje zobrazení seznamu spustitelných programů na disketě s možností pomocí klávesnice nebo Kempston joysticku vybrat program ke spuštění. Program umožňuje nastavit, zda je Kempston joystick aktivní. Na novou disketu je možné program uložit pomocí vestavěné funkce po stisknutí kláves Caps Shift a Symbol Shift.